# Wikłacz czerwonodzioby
Wikłacz czerwonodzioby, wikłacz krwistodzioby (Quelea quelea) – gatunek małego ptaka z rodziny wikłaczowatych (Ploceidae). Zamieszkuje Afrykę na południe od Sahary. Częściowo osiadły, częściowo migruje wraz ze strefą opadów.

## Charakterystyka

### Morfologia
Wygląd zewnętrzny: W szacie godowej dziób samca jest czerwony, maska czarna, reszta głowy z płowym lub czerwonym nalotem, wierzch w kreski, płowo-czarny, spód ciała biały, pierś oraz boki słabo nakrapiane. Szata spoczynkowa, samice oraz młode bez czarnej maski, głowa matowa. Dziób młodych osobników różowoszary.
Od innych wikłaczy można go odróżnić po czerwonym dziobie.
Rozmiary:
- Długość ciała: 12,5–13 cm

Masa ciała: 15–26 g.

### Głos
- Przy gnieździe donośny, świergoczący śpiew. Kiedy jest zaniepokojony, wydaje twarde czak.

## Występowanie

### Środowisko
Pospolity na terenach uprawnych oraz sawannach.

### Zasięg występowania
Afryka na południe od 17 stopnia szerokości geograficznej północnej, bez lasów tropikalnych w zachodniej i środkowej części kontynentu.

## Pożywienie
Głównie zjada nasiona dziko rosnących roślin i ziarna zbóż. Wikłacze często rzucają się na pola z prosem, będącym podstawowym zbożem rdzennej ludności afrykańskiej, a także kukurydzą i ryżem. Ich ogromne stado potrafi spustoszyć w kilka dni znaczne obszary upraw. Dlatego ich odwiedziny na polach uprawnych porównuje się do ataku szarańczy, a tubylcza ludność w Afryce równikowej nazywa wikłacze "ptakami zarazy".

## Tryb życia i zachowanie

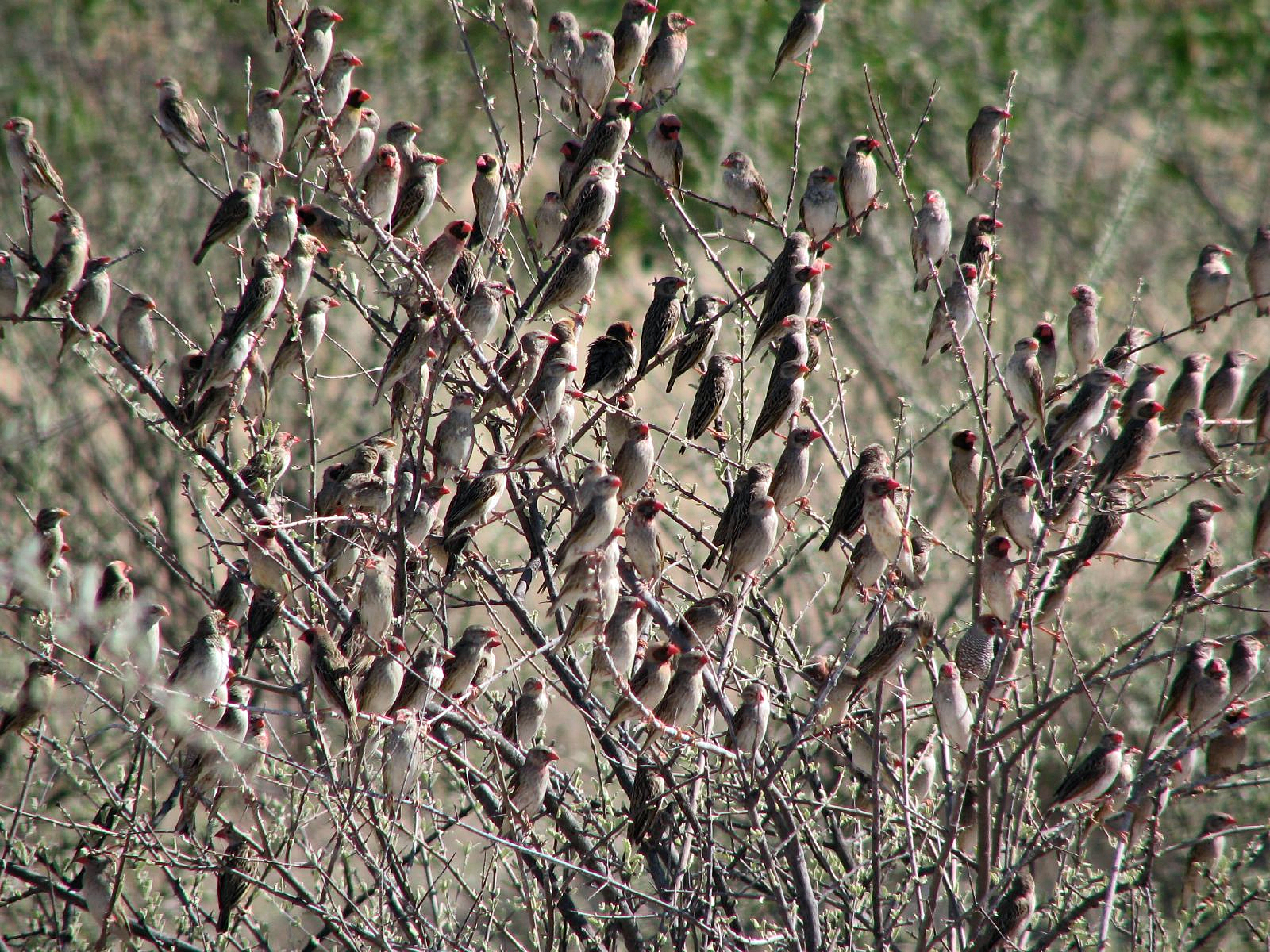
Stado wikłaczy czerwonodziobych

Żyje w wielkich stadach, których liczebność może przekraczać milion osobników. Jest niepłochliwy. O świcie ogromne stada opuszczają drzewa i wyruszają na żer. Wikłacze przelatują w ciągu dnia nawet do 60 km. Od czasu do czasu siadają na ziemi, aby odpocząć. 
Długość życia: 2–3 lata.

## Rozród

### Okres godowy
Toki: Przed okresem godowym samiec przybiera bogatą szatę. Podczas toków samiec rozpoczyna budowę gniazda, ale nie kończy go – na pół gotowe gniazdo prezentuje wybranej samicy. Jeśli zrobi na niej wrażenie i samica go zaakceptuje, to wkrótce gniazdo zostanie dokończone.
Środowisko: Wybiera gałęzie drzew takich jak akacja.
Gniazdo: Gniazduje w wielkich koloniach. Jego gniazdo ma kształt owalny. W okresie lęgowym na drzewach mieszka czasami tak wiele wikłaczy, że niektóre gałęzie nie wytrzymują i łamią się.

### Okres lęgowy
Jaja: Samica składa w gnieździe 2–4 jasnoniebieskie jaja.
Wysiadywanie: Samica wysiaduje jaja przez 12 dni.
Pisklęta: Pisklęta karmią oboje rodzice. Kiedy minie kilka dni, młode zaczynają same łapać małe gąsienice i owady. Po pewnym czasie stopniowo przechodzą na pożywienie roślinne. Po 14 dniach zaczynają opuszczać gniazdo. Po kolejnych 2 tygodniach są już całkowicie samodzielne.

## Status i zagrożenia
IUCN uznaje wikłacza czerwonodziobego za gatunek najmniejszej troski (LC, Least Concern) nieprzerwanie od 1988 roku. Liczebność populacji nie została oszacowana, ale gatunek ten opisywany jest jako prawdopodobnie najliczniejszy ptak świata. Trend liczebności populacji uznawany jest za stabilny.
Wikłacze mają niewielu naturalnych wrogów. W miarę wzrostu zaludnienia, w regionach, gdzie coraz większe, monokulturowe uprawy prosa zapewniały łatwy dostęp do pożywienia, liczebność tego gatunku gwałtownie wzrastała. Wikłacze zostały uznane tam za szkodniki, a walka z tymi ptakami przybrała charakter tępienia gatunku na wielką skalę. Do działań tych zdesperowani rolnicy zaprzęgli nawet miotacze płomieni i gazy trujące, niszcząc corocznie miliony gniazd, lęgów i ptaków dorosłych. Problem stał się tematem szerokich badań, podjętych na początku lat 80. XX w. przez Organizację Narodów Zjednoczonych do spraw Wyżywienia i Rolnictwa (FAO).

## Podgatunki
| Wyróżniane podgatunki    | Wyróżniane podgatunki | Wyróżniane podgatunki |
| ------------------------ | --- | --------------------- |
| Quelea quelea quelea     | Podgatunek nominatywny. Mauretania, Senegal i Gambia do południowo-środkowego Czadu i północnej Republiki Środkowoafrykańskiej |                       |
| Quelea quelea aethiopica | Sudan do Somalii na południe do północno-wschodniej Zambii i Tanzanii                                                          |                       |
| Quelea quelea lathamii   | Gabon, Kongo i Angola do Malawi i Mozambiku oraz na południe do południowej RPA                                                |                       |

Proponowany podgatunek spoliator (opisany z prowincji KwaZulu-Natal w RPA) uznany za nieodróżnialny zarówno morfologicznie, jak i genetycznie od podgatunku lathamii.